# Pneumatopteris lithophila
Pneumatopteris lithophila är en kärrbräkenväxtart som beskrevs av Holtt. Pneumatopteris lithophila ingår i släktet Pneumatopteris och familjen Thelypteridaceae. Inga underarter finns listade.